# Sam Maxwell
Sam Maxwell (* 22. März 1991 in London) ist ein britischer Profiboxer.

## Amateurkarriere
Mit dem Gewinn der Englischen und Britischen Meisterschaften im Leichtgewicht 2011, qualifizierte er sich für das Nationalteam. Für dieses startete er im April 2012 bei der europäischen Olympiaqualifikation in Trabzon. Er besiegte Albert Selimow aus Russland und Petru Apostol aus Moldawien, ehe er im Viertelfinale nach Punkten gegen Fatih Keleş aus der Türkei unterlag. Seit Ende 2012 boxte er im Halbweltergewicht. Bei den Europameisterschaften im Juni 2013 in Minsk schlug er Georgian Nyeki aus Ungarn und Vincenzo Mangiacapre aus Italien, schied jedoch erneut im Viertelfinale gegen Armen Sakarjan aus Russland aus. Bei den Weltmeisterschaften im Oktober 2013 in Almaty wurde er im ersten Kampf gegen den Italiener Dario Vangeli disqualifiziert.
2014 gewann er die Englischen Meisterschaften im Halbweltergewicht und die Bronzemedaille bei den Commonwealth Games in Glasgow. Er war dabei im Halbfinale gegen den Schotten Josh Taylor ausgeschieden. 2015 gewann er den Chemiepokal in Deutschland.

### Auswahl internationaler Turnierergebnisse
- Dezember 2015: 2. Platz im Halbweltergewicht beim Olympic Test Event in Brasilien
- September 2015: 1. Platz im Halbweltergewicht beim Feliks Stamm Tournament in Polen
- Mai 2014: 3. Platz im Halbweltergewicht beim Chemiepokal in Deutschland
- März 2014: 1. Platz im Halbweltergewicht beim Strandja-Turnier in Bulgarien
- September 2013: 2. Platz im Halbweltergewicht beim Ahmet Cömert Tournament in der Türkei
- Oktober 2012: 1. Platz im Halbweltergewicht beim Tammer Turnier in Finnland
- März 2012: 1. Platz im Leichtgewicht beim Gee-Bee-Turnier in Finnland

- 2012/2013 und 2015 nahm er für British Lionhearts an der World Series of Boxing teil.

## Profikarriere
Im Oktober 2016 bestritt er seinen ersten Profikampf. Am 23. März 2019 gewann er den WBO-Europameistertitel durch TKO gegen den bis dahin ungeschlagenen Sabri Sediri (10-0) und verteidigte den Titel im November 2019 durch TKO gegen den ebenfalls ungeschlagenen Connor Parker (12-0).
Im August 2021 besiegte er Akeem Ennis Brown (14-0) beim Kampf um den Britischen- und Commonwealth-Meistertitel. Im April 2022 boxte er um den IBO-Weltmeistertitel im Halbweltergewicht und verlor dabei durch TKO in der neunten Runde gegen Alejandro Meneses (15-5). 2023 erlitt er Niederlagen gegen Dalton Smith (14-0) und Sean McComb (17-1).